# Cabeza del fémur
La cabeza del fémur es la parte más superior de la epífisis o extremo superior del fémur y es por dónde el hueso se articula con el hueso coxal en la cadera. La cabeza femoral se conecta con el cuello anatómico del fémur y permite los clásicos movimientos del hueso. La cabeza del fémur presenta forma de una esfera en sus dos tercios de superficie, es lisa y está recubierta de cartílago articular, debido a su función: encajar en la cavidad cotiloidea del hueso coxal, conformándose así la articulación coxofemoral. Proyectándose del fémur, la cabeza femoral tiene una dirección hacia arriba, hacia la línea media y levemente adelante.
El ligamento redondo de la articulación coxofemoral se inserta en una hendidura muy cercana al centro de la cabeza articular: la fosita triangular. La cabeza del fémur recibe irrigación sanguínea por la arteria del ligamento redondo, los vasos retinaculares posterosuperiores, los vasos retinaculares posteroinferiores y en menor escala por los vasos del cuello femoral. 
La osificación del fémur se completa en torno a los 19 años de edad en la cabeza femoral.

## Patología

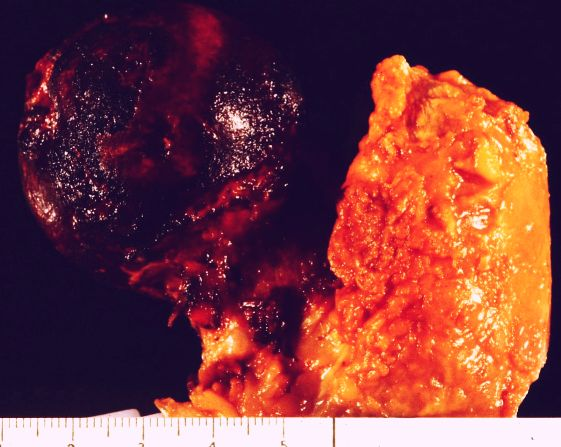
Cabeza del fémur esquelética.

La separación de la cabeza femoral a nivel de la zona de crecimiento de la articulación de la cadera se conoce como epifisiólisis de la cabeza femoral.
Si hay una fractura del cuello del fémur, el suministro de sangre a través del ligamento redondo se vuelve crucial. En la cirugía ortopédica, la cabeza del fémur es importante, porque puede sufrir necrosis avascular y consecuente osteocondritis disecante. La cabeza femoral se extrae en la cirugía de reemplazo total de cadera.